# دختر چینی (بازیگر ۱۹۴۲)
دختر چینی (انگلیسی: China Girl) یک فیلم درام به کارگردانی هنری هاتاوی محصول سال ۱۹۴۲ کشور ایالات متحده آمریکا است.

## بازیگران
- جین تیرنی در نقش Haoli Young
- جورج مونتگومری در نقش Johnny Williams
- لین باری در نقش Captain Fifi
- ویکتور مک‌لاگلن در نقش Major Bull Weed
- آلن بکستر در نقش Flyer Bill Jones
- زیگ رومان در نقش Jarubi
- مایرون مک‌کورمیک در نقش Shorty McGuire
- رابرت بلیک در نقش Chandu
- آن پنینگتون در نقش Sugar Fingers, the Entertainer
- فیلیپ آن در نقش Dr. Kai Young
- تام نئال در نقش Captain Haynes
- Paul Fung در نقش Japanese Governor
- Lal Chand Mehra در نقش Desk Clerk
- کم تانگ در نقش Japanese Doctor